# Peeter Urm
Peeter Urm (* 25. April 1949 in Tartu) ist ein estnischer Schriftsteller und Arzt.

## Leben
Urm machte 1967 in Tartu Abitur und studierte anschließend an der Universität Tartu Medizin. Nach seinem Abschluss (1973) arbeitete er bis 1997 als Arzt in verschiedenen Krankenhäusern in Tallinn und der näheren Umgebung. Seitdem lebt er als freiberuflicher Schriftsteller in Tallinn.
Peeter Urm ist seit 1996 Mitglied des Estnischen Schriftstellerverbands.

## Werk
Urm publizierte 1980 seine erste Erzählung in der Zeitschrift Looming und legte im Jahr darauf seinen ersten Roman vor. Beide Texte spielen in seinem Berufsmilieu und behandeln ethische Fragen des Arztberufs und das Leben im Krankenhaus. Während in seinem zweiten Roman die Handlung ins kriminelle Milieu verlegt wurde, womit der Autor sich einen „festen Platz in der Unterhaltungsliteratur“ sicherte, beschäftigten sich seine späteren Werke wieder mit dem Berufsfeld des Autors. Das trifft insbesondere auf die Trilogie Diesseits des Paradieses (1993), Der Provinzarzt (1994) und Abschied (1996) zu, die das Leben eines berühmten estnischen Mediziners, Arnold Seppo (1917–1980), behandeln. Obwohl es etliche schreibende Mediziner in Estland gab und gibt – Friedrich Robert Faehlmann, Friedrich Reinhold Kreutzwald, Johannes Barbarus, Enn Nõu, Vaino Vahing –, ist es vor allem Peeter Urm, der durch „nennenswerte Arztromane“ Aufsehen erregt.

## Auszeichnungen
- 1995 Eduard-Vilde-Preis

## Bibliografie
- Viimane raund ('Letzte Runde'). Tallinn: Eesti Raamat 1981. 136 S.
- Päike tules ('Sonne im Feuer'). Tallinn: Eesti Raamat 1982. 189 S.
- Siinpool paradiisi ('Diesseits des Paradieses'). Tallinn: Eesti Raamat 1993. 286 S.
- Provintsiarst ('Der Provinzarzt'). Tallinn: Eesti Raamat 1994. 256 S.
- Dorfi suvi ('Sommer auf Dorfi'). Tallinn: Eesti Raamat 1995. 352 S.
- Hüvastijätt ('Abschied'). Tallinn: Eesti Raamat 1996. 278 S.
- Väikelinna šerif ('Kleinstadtsheriff'). Tallinn: Eesti Raamat 2001. 238 S.
- Doktor Harri Rävel; Perekond ('Doktor H.R.; Die Familie') [Kurzroman und Schauspiel]. Habaja (Harjumaa): Kentaur 2004. 160 S.